# Masoud Boroumand

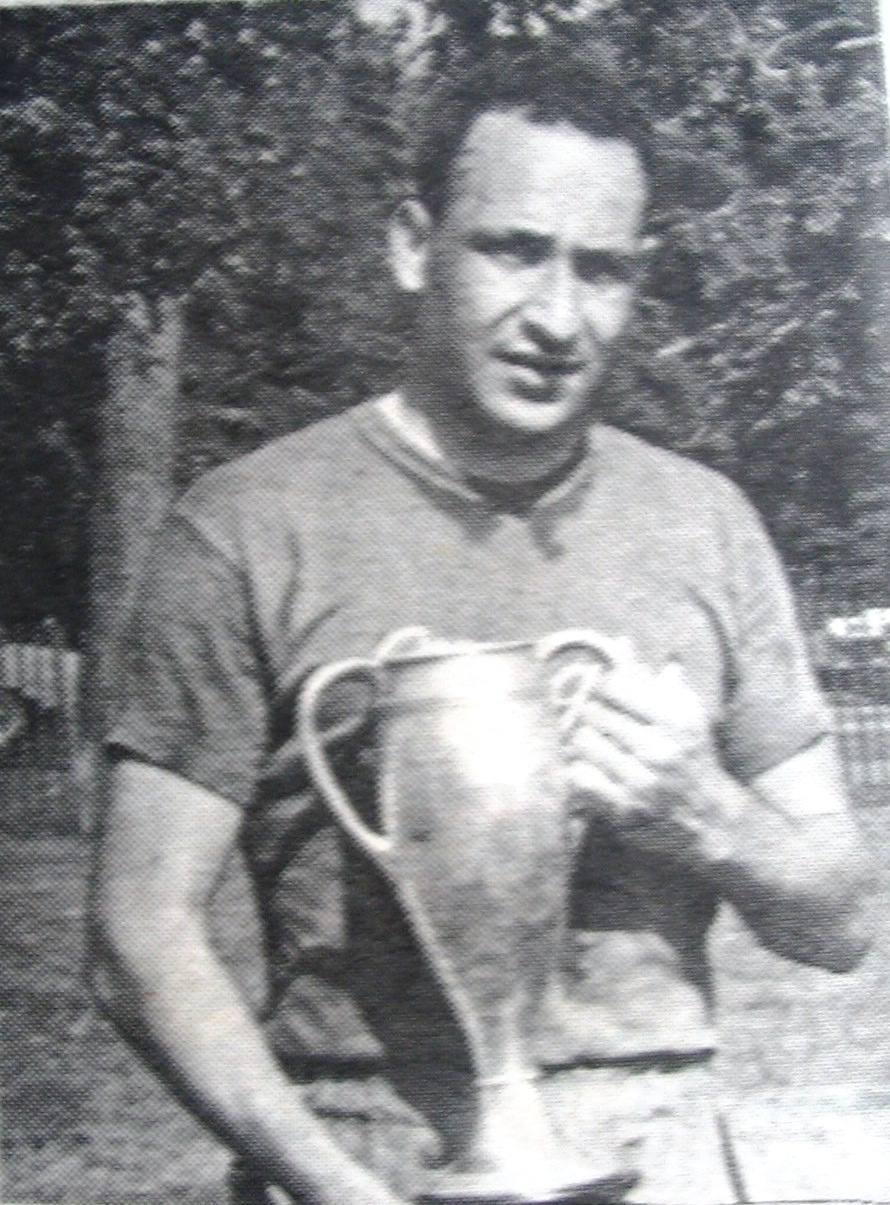
Imagem do ex-futebolísta Amir Masoud Boroumand.

Dr. Amir Masoud Boroumand (Teerã, 12 de outubro de 1928) é um ex-jogador de futebol iraniano, o qual jogava na posição de atacante pela Seleção Iraniana de Futebol e foi capitão da mesma durante a década de 1950. Além disso, Boroumand jogou pela Seleção Libanesa de Futebol durante três anos e foi por dois capitão.